# 肥田牧場
肥田牧場（ひだぼくじょう）とは、神奈川県横浜市戸塚区品濃町にある牧場。鉄道駅に隣接する珍しい牧場でもある。

## 概要
東戸塚駅の線路を跨いですぐ西側に所在する。貨物線と東海道本線の線路に挟まれた場所に立地している。

## アイス工房メーリア
肥田牧場が直営するレストランである。横須賀線などの電車を眺めながら食事が出来る。生乳を用いた、ジェラードやソフトクリームなどのメニューがある。有限会社化もされている。

## 定休日
定休日：火曜日、年末、1月は全休
※詳細は外部リンクの公式サイトを参照。